# Коктерек (Уаліхановський район)
Коктере́к (каз. Көктерек) — село у складі Уаліхановського району Північноказахстанської області Казахстану. Входить до складу Коктерецького сільського округу, раніше було центром ліквідованої Єльтайської сільської ради.
Населення — 251 особа (2021; 321 у 2009, 470 у 1999, 890 у 1989).
Національний склад станом на 1989 рік:
- казахи — 50 %.